# Yair Dalal

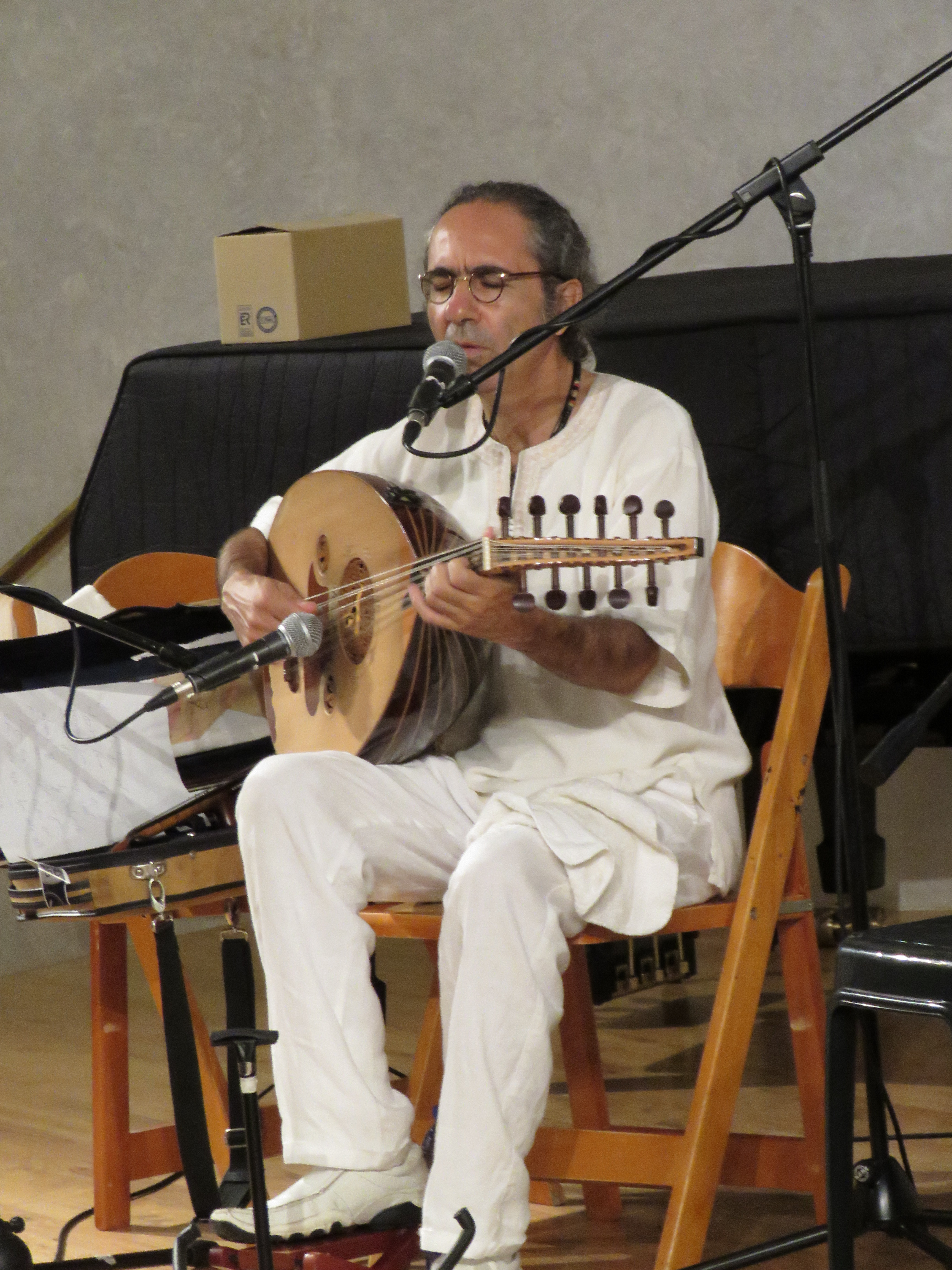
Dalal, 2015

Yair Dalal (* 25. Juli 1955) ist ein israelischer Komponist und Musiker irakisch-jüdischer Abstammung.
Seine bevorzugten Instrumente sind Oud und Violine, teils singt er auch zu eigener Begleitung. Er komponiert Musik auf Basis sowohl jüdischer als auch arabischer Traditionen, genauso wie klassische und Indische Musik. Einem europäischen Publikum bekannt wurde er durch seine Zusammenarbeit mit Zubin Mehta oder Jordi Savall und dem Ensemble Hesperion XXI, mit denen er auch mehrere Einspielungen alter andalusischer Musik aufgenommen hat.
Er ist Friedensaktivist und bemüht sich um Vermittlung und Verständnis zwischen Arabern und Juden.
1994 spielte und sang er „Zaman el Salaam“ bei der Friedensnobelpreis-Verleihung an Rabin, Peres und Arafat. Begleitet wurde er von einem großen Kinderchor.

## Einzelnachweis
1. ↑  Konzert zur Friedensnobelpreis-Verleihung 1994 (YouTube-Video 1:33)

| Personendaten    | Personendaten                      |
| ---------------- | ---------------------------------- |
| NAME             | Dalal, Yair                        |
| KURZBESCHREIBUNG | israelischer Komponist und Musiker |
| GEBURTSDATUM     | 25. Juli 1955                      |